# Norfolkia thomasi
Norfolkia thomasi är en fiskart som beskrevs av Whitley, 1964. Norfolkia thomasi ingår i släktet Norfolkia och familjen Tripterygiidae. Inga underarter finns listade i Catalogue of Life.